# 2017 OG69
2017 OG69 est un objet transneptunien de la ceinture de Kuiper faisant partie des cubewanos avec un diamètre d'environ 320 km.